# Hvězdonice
Hvězdonice település Csehországban, a Benešovi járásban. Hvězdonice Vranov, Kaliště, Chocerady és Přestavlky u Čerčan településekkel határos. Lakosainak száma 341 fő (2024. január 1.).

## Népesség
A település lakosságának változását az alábbi diagram mutatja:
| Lakosok száma | 110  | 94   | 181  | 324  | 399  | 315  | 312  | 318  | 330  | 341  |
|               | 1869 | 1890 | 1921 | 1950 | 1980 | 2001 | 2017 | 2019 | 2022 | 2024 |